# Mahendra Nath Mulla
Mahendra Nath Mulla (Gorakhpur, 15 maggio 1926 – Mar Arabico, 9 dicembre 1971) è stato un militare indiano, decorato con la Maha Vir Chakra, una delle massime onorificenze militari indiane, alla memoria durante la guerra indo-pakistana del 1971.

## Biografia
Nacque a Gorakhpur, nell'Uttar Pradesh, il 15 maggio 1926, all'interno di una famiglia di avvocati, figlio di Tej Narain e Kshma Kamla. 
Inizialmente si interessò alla professione di famiglia, ma dopo aver completato gli studi superiori decise di intraprendere la carriera militare nella Royal Indian Navy, arruolandosi il 1º maggio 1948. 
Compì per quattro anni di studi in Gran Bretagna e al suo ritorno in Patria prestò servizio come ufficiale esecutivo a bordo di un dragamine. Prestò poi servizio a bordo della fregata Krishna per tre anni, e ricoprì successivamente vari importanti incarichi come: ufficiale incaricato delle nomine presso il Quartier generale della marina, viceconsigliere per le questioni navali presso l'alto commissario indiano a Londra per tre anni e ufficiale esecutivo dello base navale INS Angre a Bombay. Ha anche prestato servizio come comandante del cacciatorpediniere Rana, oltre a ricoprire un incarico presso la Direzione delle operazioni navali del Quartier generale della marina. Durante il suo servizio in marina fu descritto come un eccellente avvocato difensore nei procedimenti giudiziari e nelle corte marziali. Tra gli altri interessi che coltivava nella vita privata vi era il comporre poesie in urdu.  Nel febbraio 1971 assunse il comando della fregata antisommergibile Khukri.
Durante la guerra indo-pakistana del 1971, assunse il comando del 14th Squadron composto dalle fregate Khukri (sua nave di bandiera) e Kirpan assegnato alla flotta occidentale. Al tale task force era stato assegnato il compito di scoprire e distruggere i sottomarini nemici nel nord del Mar Arabico. La sera del 9 dicembre il sommergibile pakistano Hangor al comando del capitano Ahmed Tasnin, dopo aver ombreggiato il tasko group indiano composto dall'incrociatore leggero Mysore e due cacciatorpediniere,  ricevette l'ordine di attaccare le fregate del 14th Squadron. La sera del 9 dicembre intercettò le due unità a 35 miglia al largo di Diu, e portatosi all'attacco l'Hangor lanciò  due siluri. Il primo mancò la Kirpan, mentre il secondo colpì in pieno, alle 20:50, la Kukri, e la nave da 1480 tonnellate fu gravemente danneggiata. Resosi conto che la nave era perduta emise subito gli ordini per l'abbandono della nave, che stava già affondando inclinandosi rapidamente sulla destra, e rimase in plancia al suo posto di comando colando a picco con la sua unità. Alcuni testimoni lo videro fumare tranquillamente una sigaretta. Per onorarne il coraggio fu decretata la concessione della Maha Vir Chakra alla memoria, una delle massime onorificenze militari indiane.

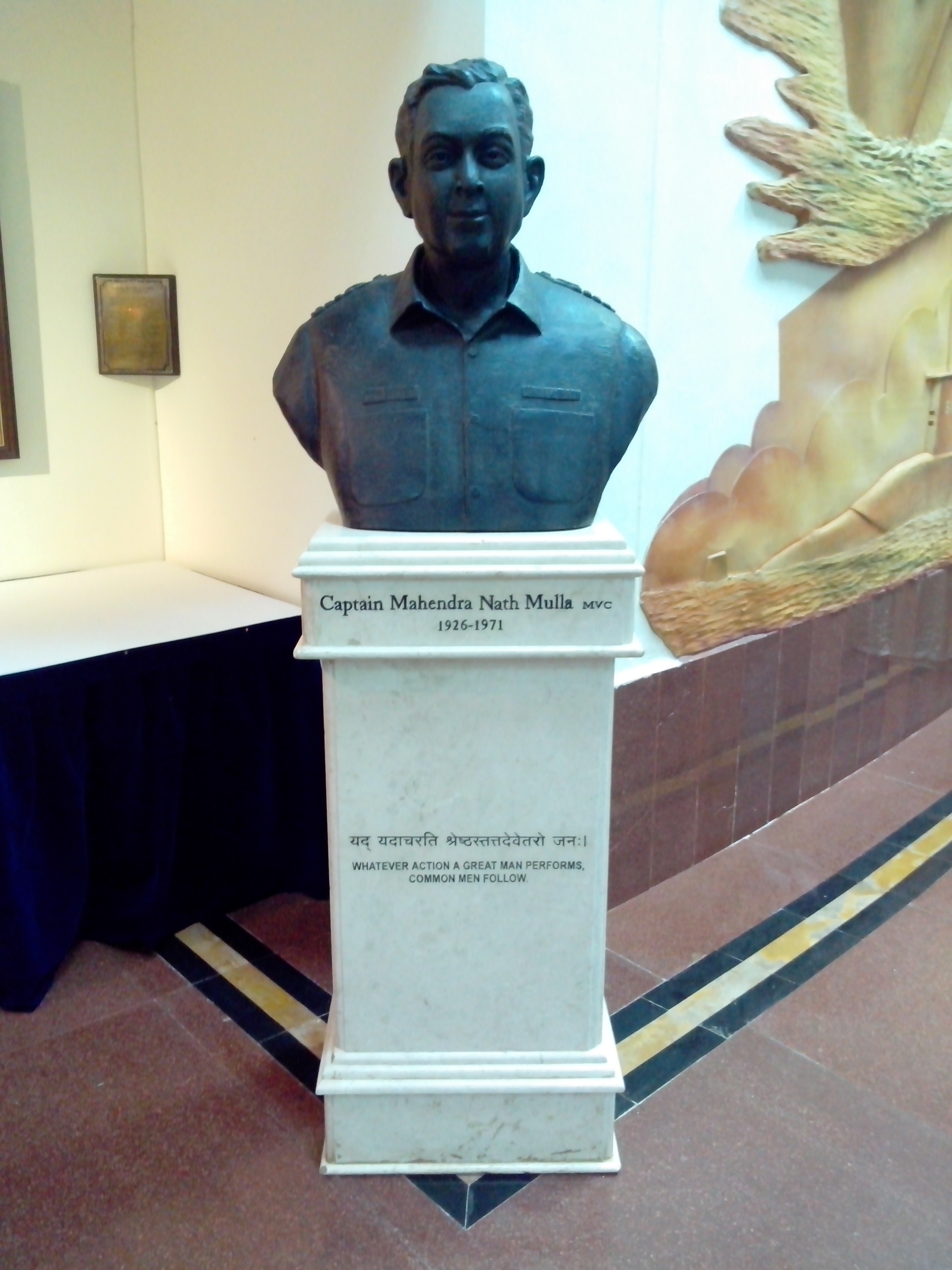
Busto dei capitano Mulla a Mumbai.

Come tributo a Mulla e ad altri marinai rimasti uccisi nell'azione fu realizzato a Dieu 20°42′10″N 70°58′37″E un memoriale costituito da un modello in scala della Khukri racchiuso in una teca di vetro, posta su una collinetta di fronte al mare. Il memoriale fu inaugurato dal viceammiraglio Madhvendra Singh in qualità di capo di stato maggiore della marina.
A Mumbai gli è stato intitolato un auditorium, il "Capt. M. N. Mulla Auditorium", nel cui atrio si trova il suo busto commemorativo.

### Annotazioni
1. ↑  Suo padre Sri Tej Narain Mulla era un giudice dell'Alta Corte e suo fratello maggiore un avvocato. Anche suo zio Sri Anand Narain Mulla era un avvocato e membro della magistratura di Lucknow, appartenente all'Alta Corte di Allahabad.

### Fonti
1. 1 2 3  Chakravorty, Thapliyal 1995, p. 252.
2. 1 2  Honourpoint.
3. ↑  (EN) Ramesh Lalwani, Sinking Of INS Khukri, su Mangalorean.com, 2 marzo 2007. URL consultato il 3 marzo 2019 (archiviato dall'url originale il 7 marzo 2016).
4. 1 2 3 4  Daily Hunt.
5. 1 2 3 4 5  Da Frè 2014, p. 290.

### Periodici
- Giuliano Da Frè, Le due rivali, in Rivista Italiana Difesa, Chiavari, Giornalistica Riviera Soc. Coop., gennaio 2014,  pp. 82-91.